# Stützerbach
Stützerbach ist ein Ortsteil der Stadt Ilmenau im Ilm-Kreis (Thüringen). Über Jahrhunderte war der Ort geteilt und verfügt daher über zwei Kirchen und Friedhöfe. Literarische Bekanntheit erfuhr Stützerbach durch die Besuche Johann Wolfgang von Goethes. Als Staatsminister des Großherzogtums Sachsen-Weimar-Eisenach weilte er oft in Ilmenau und 13-mal in Stützerbach.

## Lage
Am Nordosthang des Thüringer Waldes gelegen, ist Stützerbach nur etwa 3 km vom Kammweg des Thüringer Waldes, dem Rennsteig entfernt. Der Ort zieht sich im Tal der Lengwitz, dem Oberlauf der Ilm entlang. Südlich von Stützerbach entspringt die Lengwitz, der eigentliche Quellfluss der Ilm. Nördlich des Ortes vereinigt sich diese mit den Bächen Taubach und Freibach. Von diesem Zusammenfluss ab wird das Gewässer als die Ilm bezeichnet.
Wegen der klimatisch ungünstigen Verhältnisse mit durchschnittlich 173 Frosttagen und einer jährlichen Niederschlagsmenge um 1.100 mm kann der traditionelle Ackerbau mit Getreide keine guten Ernten hervorbringen, nur Roggen und Hafer wurden wegen der harten Witterung ausgesät. Erst die Einführung der Kartoffel im Hackbau brachte für die Bauern eine Anbaufrucht, die der klimatischen Lage des Ortes gerecht wurde. Allerdings kam es durch Kartoffelfäule auch hier zu Ernteausfällen und daraus folgenden Hungersnöten.

## Geschichte

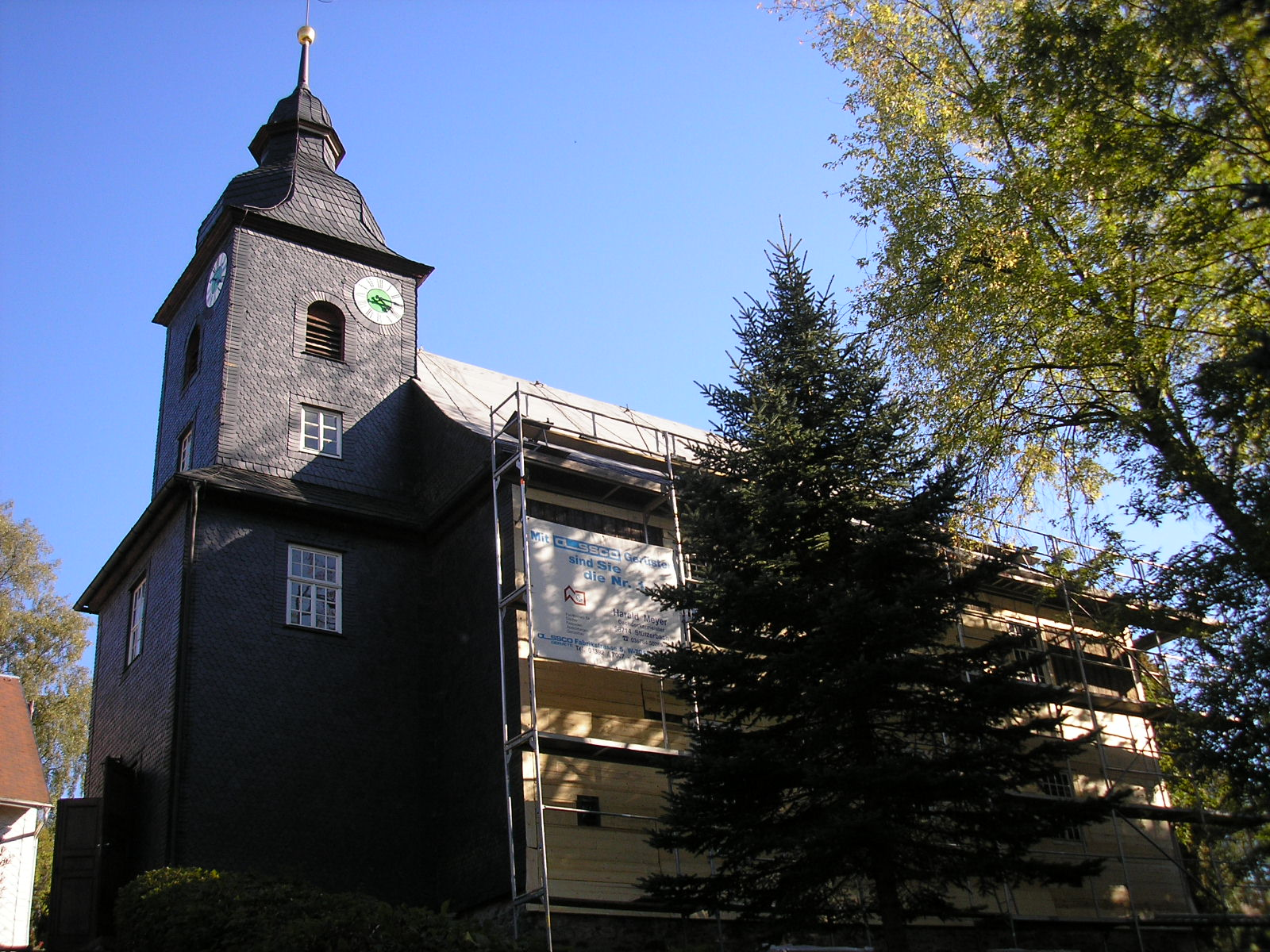
Die evangelische Dreieinigkeitskirche (Trinitatiskirche), 1716 in Weim.-Stützerbach erbaut

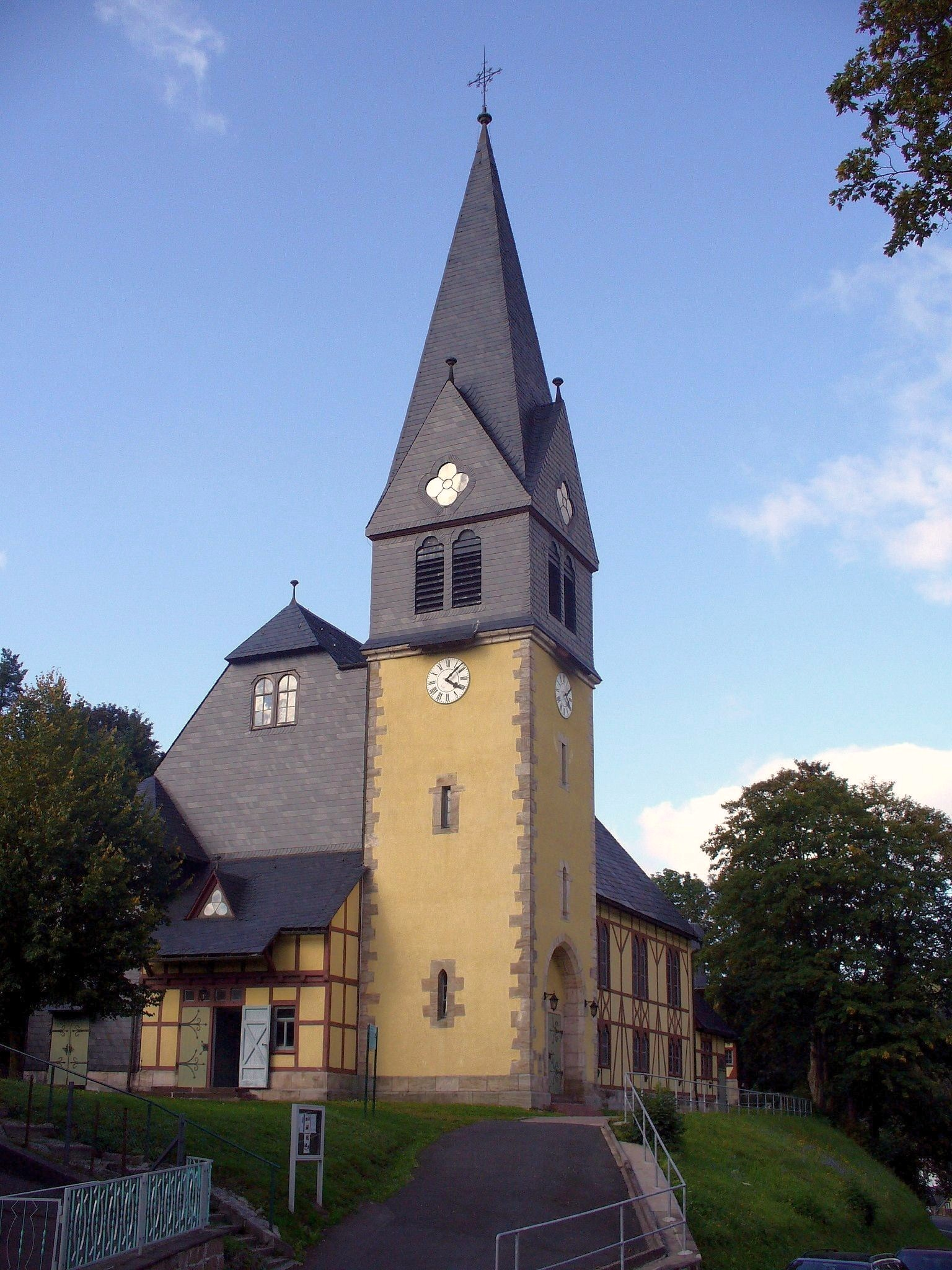
Die 1901 erbaute evangelische Christuskirche

Um 1506 erfolgte die erste indirekte Erwähnung des Ortes durch die Nennung des Forstortes „Stoczerbach“. Der heutige Name Stützerbach erschien zum ersten Mal am 18. Oktober 1570 und betraf einen herzoglichen Hof „in Stutzerbach“ genannt, der als Gestüt zur Pferdezucht diente.
Die bereits durch Köhler und Holzfäller gelichteten Wälder auf der Hochfläche wurden in almartige Wiesen umgewandelt, südlich von Schmiedefeld am Rennsteig erinnern die Flurnamen „Stutenhaus“ und „Hengstwiese“ an weitere Bestandteile dieser einstigen Pferdezucht.
Das erste Gebäude im Ort soll Kunerts Mühle gewesen sein, die 1655 der Ilmenauer Papiermacher Hans Meißner aufkaufte. Sein Schwager war der für den Stützerbacher Wald zuständiger Forstaufseher Sebastian Grahner der offenbar beim Kauf behilflich war. Als nächstes Gebäude entstand in Sichtweite der Mühle um 1648 die erste Stützerbacher Glashütte.
Als Folge der landesgeschichtlichen Entwicklung markierte der Rennsteig zunächst die nördliche Grenze der Grafschaft Henneberg – in diesem Gebietsteil zum Burgamt Schleusingen gehörig. Die nördlich des Rennsteigs gelegenen Orte galten im Mittelalter als das Stammland der Grafen von Kefernburg und der Schwarzburger Grafen. Ein wichtiger Grenzpunkt war der Kleine Dreiherrenstein am Rennsteig. Auch der Bach Lengwitz wurde 1660/61 zu einem Abschnitt der Grenze des Herzogtums Sachsen-Weimar mit dem Verwaltungszentrum Ilmenau. Der zu dieser Zeit aus fünf Wohnhäusern bestehende Ort Stützerbach wurde somit Bestandteil des Amtes Ilmenau. Der jenseits gelegene Teil war bereits seit dem Mittelalter Bestandteil des Burgamtes Schleusingen und gelangte bei der Teilung von 1660 zum Herzogtum Sachsen-Naumburg-Zeitz, das 1718 im Kurfürstentum Sachsen aufging. Nach der Beendigung der napoleonischen Fremdherrschaft hatte das Königreich Preußen 1815 auch das Amt Schleusingen zugesprochen bekommen. Der westliche Teil des heutigen Ortes Stützerbach wurde entsprechend als „Preußisch-Stützerbach“, der östliche als „Weimarisch-Stützerbach“ verwaltet. Um 1800 bestanden beide Ortsteile von Stützerbach aus 45 Häusern, in denen 279 Einwohner von Waldarbeiten, der Papier- und Glasmacherei und dem Handel lebten. Im Zusammenhang mit der Ausweitung der Ilmenauer Bergwerke mussten sogenannte „Wasserkünste“ angelegt werden, es handelte sich dabei um mühlenartige Pumpwerke, die über hölzerne Gestänge mit Wasserrädern angetrieben wurden. Für den Einsatz dieser Pumpwerke mussten zuvor Teiche und Wassergräben bis in die Stützerbacher Flur gegraben werden. Die ersten Bauwerke wurden 1611 errichtet. Während des Dreißigjährigen Krieges wurden die Gräben und Anlagen vernachlässigt. Von 1661 bis 1693 wurden im Tal der Freibach drei weitere Dämme errichtet, deren Reste noch heute gut im Gelände zu erkennen sind. Bei mehreren Dammbrüchen nahmen sowohl Stützerbach als auch Manebach und Ilmenau Schaden. Der große Bruch des unteren Freibachteiches in der Nacht des 9. Mai 1739 verwüstete die Bergwerksanlagen und brachte so den Bergbau für Jahrzehnte zum Erliegen.

### Stützerbach im 18. Jahrhundert
Ab 1648 siedelten sich in Stützerbach erste Glasmacher aus Gehlberg und Lauscha an. Die Glashütten wurden stets in waldreichen Tälern gegründet, da Holz der wichtigste Rohstoff für die Glasmacher war. Ein Glasmacher Johann Holland erwarb 1656 Nutzungsrechte von der sachsen-meiningischen Verwaltung. Hans Greiner, ein Nachfahre des Schwabenhans und Teilhaber dieser Hütte, gründete in der Mitte des Dorfes, auf dem „Hüttenplatz“ nach der 1660 vollzogenen Teilung des Ortes eine neue, nun auf weimarischen Gebiet befindliche Glashütte. Die bereits in Ilmenau ansässigen Glashüttenbesitzer versuchten ebenfalls in dem noch von dichten Wäldern umgebenen Stützerbach Fuß zu fassen. Der Hüttenbetrieb war jedoch unrentabel, da die Glasmacher ständig erhöhte Preise für die erforderlichen Holzlizenzen von der Forstverwaltung diktiert bekamen. Der Grund dafür mag auch in der Jagdleidenschaft der Fürsten gelegen haben.
Die (noch) wildreiche Gegend zählte zu den bevorzugten Jagdgebieten des Weimarer Hofes. Herzog Ernst August war sogar gewillt, ein Jagdschloss auf dem jetzt „Schlossberg“ genannten Hügel zu errichten, das er 1732 als Jagdschloss Dianenburg in Auftrag gab, und das etwa 1737 fertiggestellt wurde. Die Bauausführung war so mangelhaft, dass das Hauptgebäude bereits 1748 abgebrochen werden musste, da sich überall Schimmel ausgebildet hatte. Das Mobiliar und Inventar wurde versteigert oder verschenkt. Der zum Schloss gehörige Park hatte einige mit Gehölzen und Blumenbeeten gestaltete Terrassen und eine Grotte, die noch einige Jahre vorhanden war.

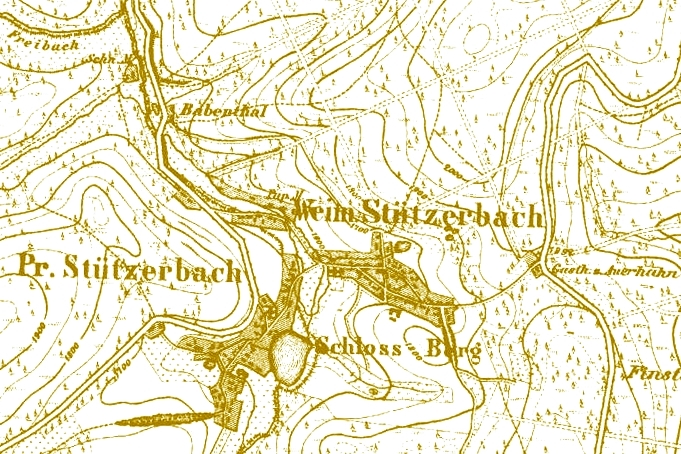
Die beiden Stützerbach (um 1850)

Während der zahlreichen Aufenthalte nutzte die herzogliche Jagdgesellschaft meist die im Ort vorhandenen repräsentativen Wohngebäude des Glashüttenbesitzers Gundlach und des vermögenden Kaufmanns Johann Elias Glaser. Als erstes Gotteshaus wurde die Dreieinigkeitskirche im Weimarer Ortsteil erbaut, eine Gebäudeansicht hat Goethe in seinem Skizzenblock überliefert.
Stützerbach (z. Theil – der übrige Theil ist Königl. Preußisch) am rechten Ufer der Lengwitz, kam 1731 an das Amt.
Bedeutender Wiesenwachs, gute Viehzucht, wenig Artland, vorzügliches Quellwasser. 1 Mahl-, 1 Schneide-, 1 Papiermühle. 1 Försterei.
365 Einw., 50 Häuser, Joh. Wilh. Baur ist Ortsvorsteher.

### Die Anfänge der Glasindustrie in Stützerbach

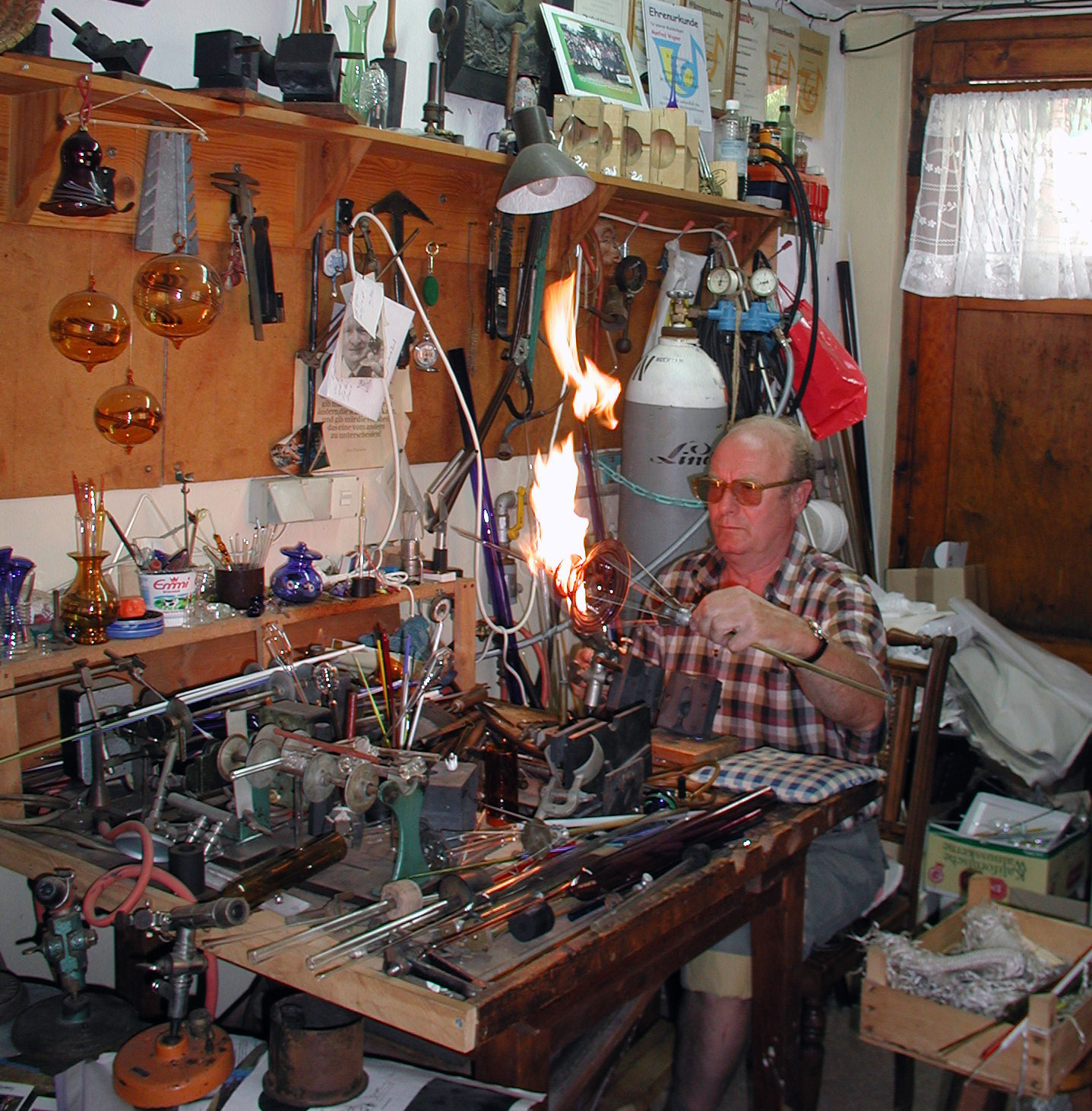
Ein Mundglasbläser in seiner Werkstatt in Stützerbach

Die benachbarte südthüringische Region um Lauscha war im 19. Jahrhundert das Zentrum der Thüringer Glasfabrikation, in fast jedem Ort um Lauscha arbeiteten Glashütten und verloren durch die ständig steigenden Betriebskosten rasch an Rentabilität. Die Suche nach speziellen Fabrikaten und Herstellungstechniken wurde für das Fortbestehen einer Glashütte überlebenswichtig.
In Stützerbach gelang es Wilhelm Berkes in der Greinerschen Glashütte durch das Erproben von neuen Glasrezepturen einen Werkstoff zu entwickeln, der für die Herstellung von Glasinstrumenten tauglich war. Die zu dieser Zeit aufblühende chemische Forschung war ein ideales Betätigungsfeld und Absatzmarkt für derartige Glasapparate.
In Zusammenarbeit mit namhaften Forschern und Instituten wurde der Stützerbacher Instrumenten- und Glasgerätebau zur Grundlage der Entwicklung neuer und oft revolutionärer Erfindungen:
- 1830 Herstellung des ersten deutschen Thermometers durch den Stützerbacher Franz Ferdinand Greiner und den Wandergesellen Wilhelm Berkes. Die sehr innovative Firma stellte bald 64 verschiedenen Sorten von Aerometern, Thermometern sowie weitere physikalische und technische Instrumente her. Die oft sehr zerbrechlichen Instrumente wurden zu einem lohnenden Geschäft und schufen die Grundlage der „Thermometer-Industrie“ im Ilmenauer Raum.
- 1883 Herstellung der ersten in Deutschland gefertigten Glühlampe durch die Familie Greiner & Friedrichs.
- 1885 Herstellung des ersten Thermosglasgefäßes durch die Familie Greiner & Friedrichs.
- 1896 Herstellung der ersten Röntgenröhre durch das gleiche Unternehmen.[4]
- Auch die Gründung der weltbekannten Jenaer Glaswerke geht auf Stützerbacher Glastraditionen zurück: 1879 arbeitete Otto Schott mit der Firma Greiner & Friedrichs an der Entwicklungen eines „feuerfesten“ Glases, das später unter dem Markennamen „Jenaer Glas“ bekannt wurde.
- Die 1924 als Normschliff vorgestellte Verbindungstechnik revolutionierte den oft problematischen Aufbau von Laborgeräten und hatte die Schaffung eines Baukastenprinzips zur Folge, mit dem preiswerte Laborteile und -gerätesets als Katalogware angeboten werden konnten.

### Die Entstehung des Kurortes Stützerbach

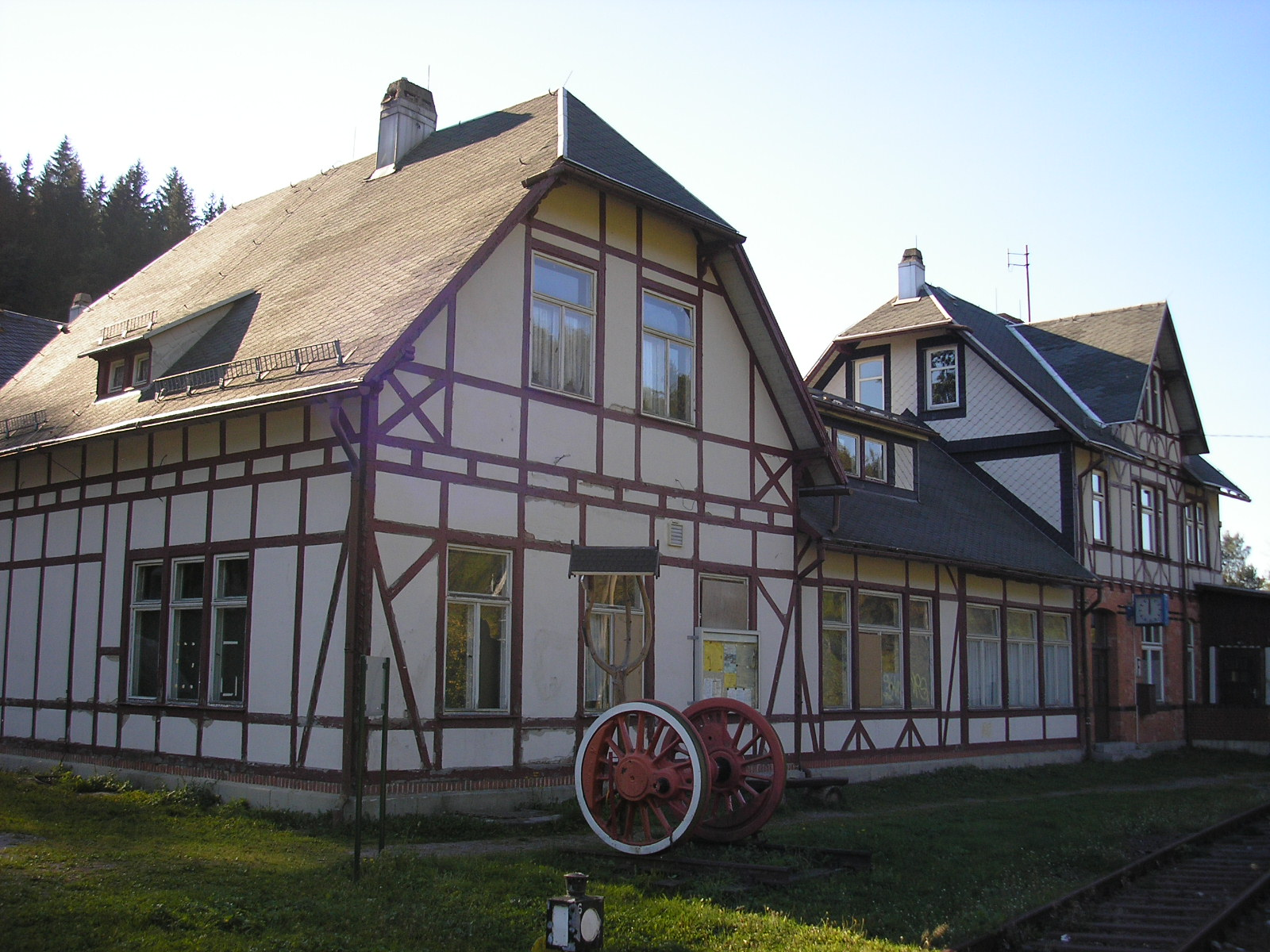
Der 1904 eröffnete Bahnhof

Seit 1870 wurde der Ort für die Behandlung von Atemwegserkrankungen und Herz-Kreislauf-Beschwerden besucht. Das Reizklima am Rennsteig hat für viele Menschen einen günstigen Einfluss auf den Organismus. Die Bewegung in der stillen, freien Natur, die staubfreie Atemluft und die vielen anderen Faktoren des Gebirgsklimas wurden von den Kurärzten des beginnenden 20. Jahrhunderts als Grund für einen Kuraufenthalt im Kneippkurort Stützerbach angepriesen. Tatsächlich stand das als Naturidyll gepriesene Stützerbach zu diesem Zeitpunkt an der Schwelle zum Industrieort, die 1904 eingeweihte Eisenbahnlinie und die Schornsteine der Glasfabriken waren unübersehbar. Um das Prädikat Kurort zu verteidigen, musste der Anteil der Kneipp-Behandlung in den Vordergrund gestellt werden. In der DDR-Zeit wurde der Kneipptourismus durch den FDGB-Feriendienst gestaltet. Etwa 3800 Feriengäste und 1400 Kurpatienten besuchten Stützerbach im Jahr; eine Kur wurde meist für vier Wochen bewilligt.

### Die jüngere Geschichte des Ortes

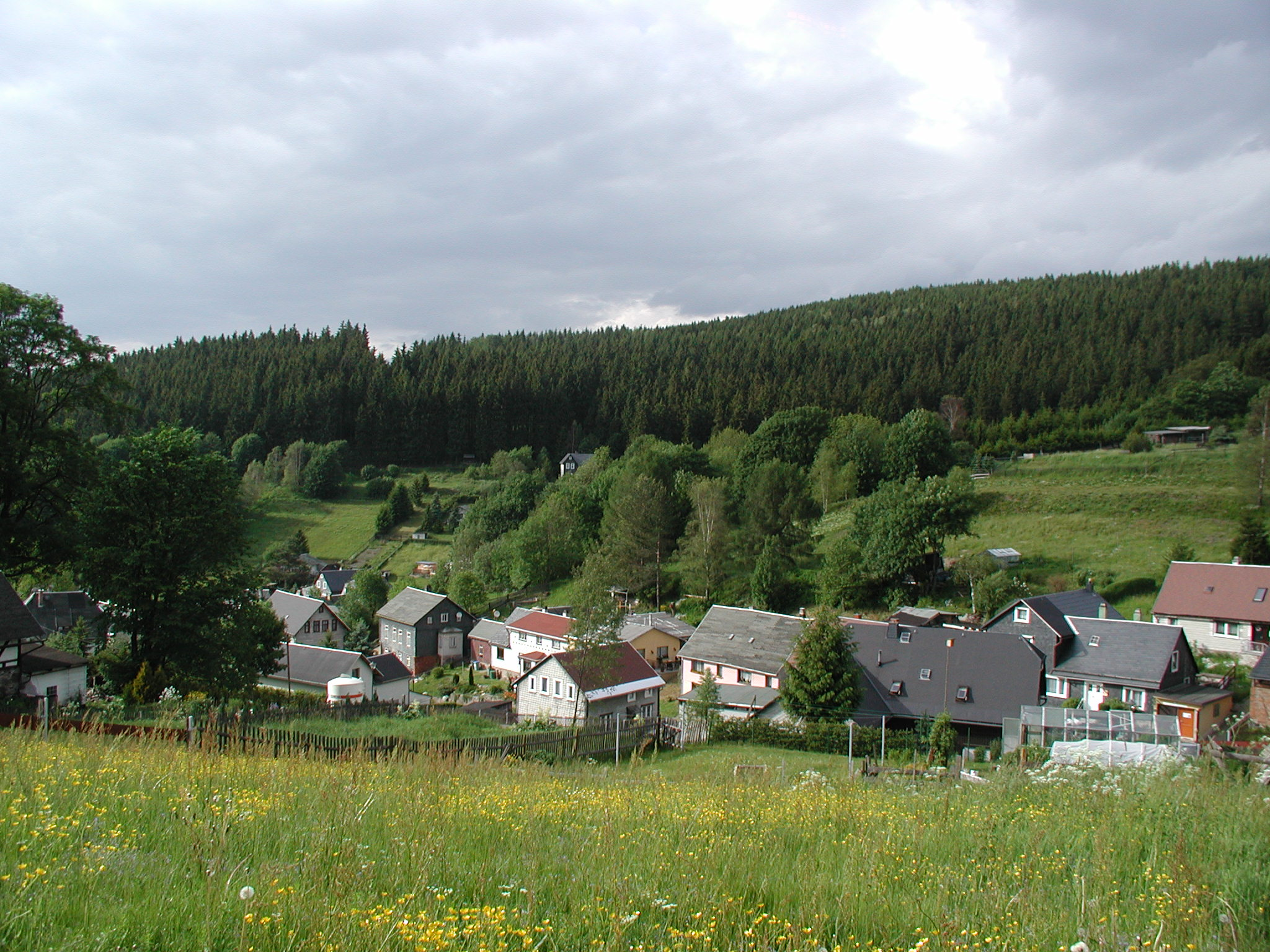
Teilansicht der Ortslage

Nach dem Ersten Weltkrieg kam der weimarische Teil von Stützerbach zum Landkreis Arnstadt im Land Thüringen, während der preußische Teil im Landkreis Schleusingen in Preußen verblieb. Die Vereinigung beider Ortsteile erfolgte zum 1. Oktober 1945 im Landkreis Arnstadt.
Die Entwicklung der Glasindustrie blieb bis zum Zweiten Weltkrieg Wirtschaftsgrundlage von Stützerbach. Während des Krieges wurden von 1942 bis 1945 im Ort über 100, vorwiegend aus der Sowjetunion stammende, Menschen zu Zwangsarbeit eingesetzt: im Glaswerk Greiner & Friedrichs, im Forstamt, in der Firma Gebr. Heintz, im Glaswerk Heym, Wenz & Witzmann, bei Firma Fritz, Franz & Co und bei E.A.Schmidt.
1945 verließen die Unternehmer Friedrichs gemeinsam mit vielen Glasbläsern die sowjetische Besatzungszone und siedelten sich als „Normschliff-Glasgeräte GmbH“ im unterfränkischen Wertheim-Glashütte an. Noch heute existiert dort für mehrere Straßenzüge die Bezeichnung „Klein Ilmenau“. Die von den Nazis als Rüstungsbetrieb betrachtete Firma „Greiner und Friedrichs“ wurde in Volkseigentum überführt und produzierte in der DDR-Zeit als „VEB Westglas“ weiter.
In der DDR schlossen sich die Glasbläser in einer Produktionsgenossenschaft des Handwerks (PGH) zusammen, die 1973 als Glasmontage- und Applikationsbetrieb vom VEB Werk für Technisches Glas Ilmenau übernommen wurde und von 1977 bis 1990 eine von dessen Hauptabteilungen war. Nach der Wende wurden diese gemäß Treuhandgesetz zunächst privatisiert und bald weitgehend abgewickelt. Der Stützerbacher Betrieb wurde schließlich 1995 durch die Treuhandanstalt abgerissen.
Zugleich wurde 1991 von den Nachkommen der Unternehmerfamilie Friedrichs ein auf Laborglas spezialisiertes neues Glasunternehmen im Ort gegründet.
Nachdem Stützerbach seit 1952 zum Kreis Ilmenau gehört hatte, kam der Ort 1994 zum Ilm-Kreis. Stützerbach gehörte ab 1996 zur Verwaltungsgemeinschaft Rennsteig mit Sitz in Schmiedefeld am Rennsteig. Am 1. Januar 2019 wurde die Gemeinde nach Ilmenau eingemeindet.

### Einwohnerentwicklung
Entwicklung der Einwohnerzahl:
| - 1843 – 811 - 1939 – 2.961 - 1989 – 2.032 - 2005 – 1.627 - 2010 – 1.473 - 2015 – 1.413 |

 Datenquelle: ab 1994 Thüringer Landesamt für Statistik – Werte vom 31. Dezember

## Kirchen
Stützerbach ist heute noch mit zwei Kirchen ausgestattet. Dies sind auf der ehemals weimarischen Seite des Ortes die Dreieinigkeitskirche und auf der ehemals preußischen Seite die Christuskirche.

### Dreieinigkeitskirche
Die Dreieinigkeitskirche wurde am 16. Februar 1716 geweiht. Zur damaligen Zeit erinnerte die Kirche eher an einen Stall als an ein Gotteshaus. Jedoch änderte sich dies schnell.
1894 wurde eine Kühn-Orgel auf die Empore gebaut. Von 1991 bis 2018 verstummte die historische Orgel. 2018 wurde das Werk von der Orgelbaufirma Hoffmann und Schindler aus Ostheim vor der Rhön repariert und restauriert und am 28. September 2019 feierlich wieder in den Dienst genommen. Die Orgel verfügt über 12 klingende Register, verteilt auf 2 Manuale und Pedal. Ihr Aufbau gilt als einzigartig, so dass sie häufig nur wegen der Technik des Abluftsystems besichtigt wird.

## Politik

### Ortsteilbürgermeister und Ortsteilrat
Der ehrenamtliche Ortsteilbürgermeister von Stützerbach ist seit der Eingemeindung nach Ilmenau 2019 Frank Juffa (SPD), zuvor war er seit 1999 Stützerbacher Bürgermeister. Er wurde zuletzt bei den Kommunalwahlen in Thüringen am 26. Mai 2024 im Amt bestätigt. Zusammen mit sieben weiteren Mitgliedern bildet er den Ortsteilrat.

### Wappen
| Wappen von Stützerbach | Blasonierung: „In Grün, gespalten durch einen silbernen Wellenbalken, vorn eine silberne fünfendige Hirschstange mit Grind; hinten eine silberne ausgerissene Fichte“ |
| Wappen von Stützerbach | Wappenbegründung: Die grafische Gliederung des Wappens symbolisiert die historische Teilung des Ortes entlang der Lengwitz. Zusätzlich versinnbildlicht die heraldisch stilisierte Fichte gemeinsam mit der klassisch heraldisch stilisierten Hirschstange die geografische Lage des Ortes im mittleren Thüringer Wald. Das Wappen wurde vom Heraldiker Frank Diemar gestaltet und am 30. Juli 1997 durch das Thüringer Landesverwaltungsamt genehmigt. |

## Kultur und Tourismus
- In Stützerbach wurde 1999 das heute unter der vom Ortsnamen abgeleiteten Bezeichnung STÜBAphilharmonie auftretende Orchester gegründet, welches neben Konzerten im In- und Ausland vor allem durch die gemeinsamen Auftritte mit dem Erfurter Sänger Clueso bekannt wurde.
- Geprägt ist der Ort durch die Kneippbehandlungen. Schon in den 1950er Jahren herrschte ein reger Kurbetrieb. Die Patienten wurden privat oder in einem FDGB-Bettenhaus untergebracht und unterzogen sich den Heilbehandlungen im Gasthaus „Weißes Roß“.[14]
- Die Vielzahl der Quellen in Stützerbachs Umgebung verbunden mit stetig wechselnden Wettereinflüssen (Reizklima) führten dazu, dass sich Stützerbach zum Kneippkurort entwickelte. Besonders Kreislauf-, Herz- und Gefäßerkrankungen, Migräne oder Durchblutungs- beziehungsweise Stoffwechselstörungen werden hier seit 1870 nach den Methoden von Sebastian Kneipp behandelt.
- Im Ort existieren drei Museen. Zum einen befindet sich im Haus des Gastes neben der Touristinformation das Heimat- und Glasmuseum, zum anderen beinhaltet das Gundelachsche Haus das Goethemueseum. Drittens befindet sich im Glaserschen Haus, in unmittelbarer Nähe zum Goethemuseum, die Stiftung Monumenta Vitruvii, die u. a. Gegenstände, Bücher und Schriften mit Bezug zu Äthiopien ausstellt.[15]
- In Stützerbach befindet sich das größte Naturbad Thüringens.
- Der 19 Kilometer lange Goethewanderweg durch den Thüringer Wald verbindet Stützerbach mit Ilmenau.

### Mundartprobe
Das folgende Beispiel wurde um 1930 in Stützerbacher Mundart notiert.

„Ma Stetzerboch ! (Gertrude Hesse-Holzhauer)
Ma Stetzerboch, wie bist de so scheh,

Wenn ich frih em fenf zun Fenster naus guck

Un alle danne blanke Heisle seh,

Wi von Dah gewaschen in der Nacht.

Di Bämer derzweschen, dn Finsterbarg off der Heh

Wie fräht sich ma Harz iwer alle die Bracht!

Die Deible fliegen em Schloßbarg rem,

Kä Hond ballt un kä Gickler schreit,

Dr Räsbarg hot nuch sa Schalduch em,

Die Leit in Darf, die schlaffen heit,

Die han gestern bis in die spete Nacht

Gesong un gejubelt, gedanzt un gelacht.

Etz kemmt links von der Heh ä Sonnestrahl,

Do schimmern in Grendle die Heisle wie Gold,

Die weiße Wolken schillern wie Blisch

Un drzweschen dr Himmel so blab un so fresch.

So grihn wi dr Schloßbarg is kä Barg off dr Welt

`s gitt känn Fleck of dr Ard, dar mer besser gefällt!“

## Wirtschaft und Infrastruktur
- Die ehemalige Bundesstraße 4, die heutige Landesstraße 3004, verbindet Stützerbach mit den Städten Ilmenau und Schleusingen.
- Stützerbach besitzt einen Bahnhof an der Rennsteigbahn. Zwischen 1904 und 1998 fuhren hier Züge von Erfurt über Ilmenau und Schleusingen nach Themar. Seit dem 15. Juni 2014 verkehrt an Wochenenden und Feiertagen der „RennsteigShuttle“ (seit 2017 Linie 46 der Süd-Thüringen-Bahn) im Zweistundentakt zum Bahnhof Rennsteig bzw. nach Ilmenau und Erfurt.[17]
- Wochentags ist Stützerbach über die Buslinie 300 mit Ilmenau bzw. Schmiedefeld am Rennsteig und Suhl verbunden.
- Durch Stützerbach verläuft der 124 km lange Ilmradweg, er trifft bei Stützerbach auf den Rennsteig-Radweg.
- Im Jahr 1998 wurde hier ein Senioren-Wohnpark eröffnet, der älteren Bürgern die notwendige Betreuung bietet und die Vorteile der Lage des Ortes nutzt.
- Der Ort wird von über 700 m hohen Bergen, den Wiesen und Wäldern geprägt. Von hier lassen sich auch die höchsten Berge Thüringens, der Große Beerberg (982 m) und der Schneekopf (978 m), sowie der Große Finsterberg (944 m) und der Kickelhahn (861 m) erwandern.
- Von der einst in vielen Teilen der Welt anerkannten Glasindustrie ist nach der Wende 1989/90 nur noch wenig geblieben. Ein Laborgeräte- und Messgerätehersteller wahrt die Tradition der Stützerbacher Glasmacher: 1992 entstand die Firma ILS – Innovative Laborsysteme Stützerbach. Das Unternehmen mit etwa 20 Mitarbeitern ist der einzige Hersteller für Mikroliterspritzen in Deutschland.
- Das Kur-Natur-Lehrinstitut Stützerbach hat die Rechtsform einer gemeinnützigen GmbH und bildet seit 1992 Physiotherapeuten aus.

## Persönlichkeiten

### Söhne und Töchter des Ortes
- Franz Ferdinand Greiner (1808–1855), entwickelte gemeinsam mit Wilhelm Berkes das erste industriell gefertigte deutsche Thermometer
- Emil Gundelach (1821–1888), Glasmacher und Unternehmer
- Eduard Heintz (1881–1974), Glasmacher, Betriebsratsvorsitzender und Politiker
- Herbert G. Göpfert (1907–2007), Verlagsbuchhändler, Cheflektor im Carl Hanser Verlag, Honorarprofessor
- Bodo Kühn (1912–2012), Schriftsteller
- Ernst Eichhorn (* 1932), Glasbläser, Ingenieur und Politiker (SED)

### Personen mit Bezug zum Ort
- Familie Greiner, lebte in Stützerbach. Von ihr gingen mehrere Glashüttengründungen im Thüringer Wald aus.
- Johann Elias Glaser (1721–1781), Kauf- und Handelsmann in Stützerbach
- Hansjoachim Walther (1939–2005), Politiker (DSU, CDU), 1990–1991 Bundesminister für besondere Aufgaben, starb in Stützerbach
- Benno Kaufhold (* 1953), CDU-Politiker, Landrat des Ilm-Kreises, lebt im Ort

### Goethe in Stützerbach
Im Mai 1776 besuchte Johann Wolfgang von Goethe anlässlich eines Ausflugs auf den Finsterberg den Ort zum ersten Mal. Bereits zwei Monate später weilte Goethe gemeinsam mit Herzog Carl August in Stützerbach, weniger der Staatsgeschäfte wegen, als vielmehr, um immer wieder dem Jagdvergnügen zu frönen. Toll war das Treiben der beiden Herren, die bis in die Nacht im Gasthaus „Zum weißen Roß“ mit den Bauernmädels tanzten und, so Goethe in seinem Tagebuch, „liederliche Wirtschaft trieben“. Am 3. August 1776 schrieb Goethe ein kleines Gedicht, das später unter dem Titel „Einschränkung“ veröffentlicht wurde.
„Was weiß ich, was mir hier gefällt,
In dieser engen kleinen Welt,
Mit leisem Zauberband mich hält!“
Anlässlich einer 1783 zu Ehren des Herzogs von Kurland gegebenen Jagd im Gebiet zwischen Ilmenau, Manebach und Stützerbach wurde als standesgemäße Unterkunft das „Große Gabelbachhaus“ unterhalb des Kickelhahns erbaut. Im Finsteren Loch, einem Abschnitt des oberen Schortetals, fand ein Jagdlager statt, das Goethe in seinem Gedicht Ilmenau poetisch inspirierte.